# International Robot Exhibition
International Robot Exhibition (IREX) là triển lãm về robot lớn nhất thế giới. Đây là sự kiện thường niên được tổ chức hai năm một lần tại Tokyo, Nhật Bản từ năm 1973 và được chủ trì bởi Hiệp hội Robot Nhật Bản (JARA) và công ty Nikkan Kogyo Shimbun, Ltd. Đây là nơi các công ty về robot của Nhật Bản và toàn thế giới biểu diễn những sản phẩm mới nhất của mình.

## Robots
Một số robot đã được giới thiệu tại IREX:
- Actroid
- Seiko Epson Micro flying robot
- TOPIO
- JO-ZERO